# Wu Ťing-jü
Wu Ťing-jü (čínsky pchin-jinem Wú Jìngyù, znaky 吴静钰; * 1. února 1987, Ťing-te-čen, Čína) je čínská taekwondistka. Na Letních olympijských hrách 2008 a 2012 získala zlaté medaile ve váhové kategorii do 49 kg.